# L'altra dimensione (singolo)
L'altra dimensione è un singolo del gruppo musicale italiano Måneskin, pubblicato l'11 aprile 2019 come quarto estratto dal primo album in studio Il ballo della vita.
Il brano contiene nel testo anche la frase "Il ballo de la vida" (traduzione parzialmente in lingua spagnola del titolo dell'album) e cita nuovamente Marlena, come in altre tracce dell'album tra cui i precedenti singoli Torna a casa e Morirò da re.

## Video musicale
Il video è stato reso disponibile l'11 aprile 2019 attraverso il canale YouTube del gruppo.

## Formazione
Gruppo
- Damiano David – voce, arrangiamento
- Victoria De Angelis – basso, arrangiamento
- Ethan Torchio – batteria, percussioni, drum machine, arrangiamento
- Thomas Raggi – chitarra elettrica, chitarra acustica, chitarra resofonica, arrangiamento

Altri musicisti
- Fabrizio Ferraguzzo – arrangiamento, arrangiamenti fiati, orchestrazione, sintetizzatore, programmazione, drum machine, lap steel guitar
- Riccardo Jeeba Gibertini – arrangiamento fiati, tromba, flicorno soprano, trombone
- Marco Zaghi – arrangiamento fiati, sassofono tenore, sassofono baritono, flauto
- Enrico Brun – orchestrazione, sintetizzatore, organo Hammond, moog, mellotron, pianoforte, solina, programmazione, Farfisa
- Andrea Di Cesare – violino, viola
- Mattia Boschi – violoncello

Produzione
- Måneskin – produzione
- Fabrizio Ferraguzzo – produzione, missaggio, mastering
- Riccardo Damian – registrazione
- Enrico La Falce – missaggio, mastering

## Classifiche
| Classifica (2018-21) | Posizione massima |
| -------------------- | ----------------- |
| Grecia               | 37                |
| Italia               | 6                 |
| Lituania             | 20                |